# Pozo de Parras
Pozo de Parras är en ort i Mexiko.   Den ligger i kommunen Irapuato och delstaten Guanajuato, i den centrala delen av landet, 270 km nordväst om huvudstaden Mexico City. Pozo de Parras ligger 1 743 meter över havet och antalet invånare är 133.
Terrängen runt Pozo de Parras är huvudsakligen platt, men åt sydväst är den kuperad. Runt Pozo de Parras är det tätbefolkat, med 790 invånare per kvadratkilometer. Närmaste större samhälle är Irapuato, 6,7 km söder om Pozo de Parras. Runt Pozo de Parras är det i huvudsak tätbebyggt.